# アマーリエ・フォン・ゾルムス＝ブラウンフェルス

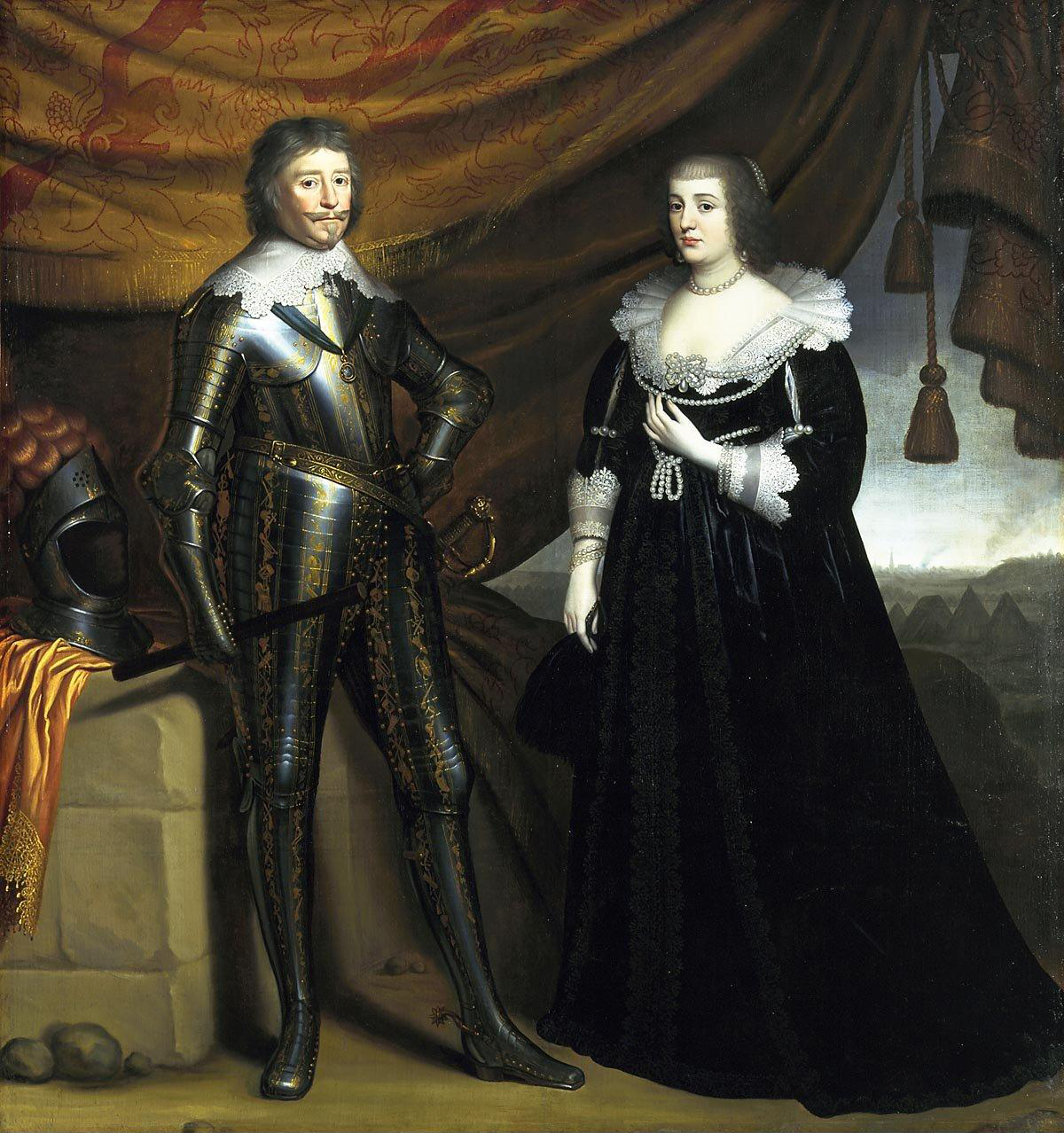
アマリアと夫フレデリック・ヘンドリックの肖像。ホントホルスト画。マウリッツハイス美術館所蔵

アマーリエ・フォン・ゾルムス＝ブラウンフェルス（Amalie von Solms-Braunfels, 1602年8月31日 - 1675年9月8日）は、オランダ総督・オラニエ公フレデリック・ヘンドリックの妃。オランダ語名アマリア・ファン・ソルムス＝ブラウンフェルス（Amalia van Solms-Braunfels）。ゾルムス＝ブラウンフェルス伯ヨハン・アルブレヒト1世と妻アグネス・フォン・ザイン＝ヴィトゲンシュタインの娘として、ブラウンフェルスで生まれた。父方の祖母エリサベト・ファン・ナッサウは、ウィレム1世の同母妹である。

## 生涯
プファルツ選帝侯フリードリヒ5世の一家に仕え、18歳の時に亡命した主人一家と共にハーグへ辿り着き、間もなくオラニエ公マウリッツの異母弟フレデリック・ヘンドリックの愛人となった。2人の関係を知るマウリッツは、死の床で弟にアマリアとの結婚を約束させて死亡、1625年4月、アマリアはオラニエ公となったフレデリック・ヘンドリックと結婚した。
夫妻はハーグ宮廷を受け継ぎ、ハウステンボス宮殿などを建設させた。アマリアは子供達を他国の王族・貴族と縁づかせることに努力した。長男ウィレム2世が若死にすると、幼い孫ウィレム3世の主たる後見人となり、嫁のメアリー・ヘンリエッタと長女ルイーゼ・ヘンリエッテの夫でブランデンブルク選帝侯フリードリヒ・ヴィルヘルムと共にウィレム3世を支えた。
1649年、スペイン王フェリペ4世は、アマリアにトゥルンハウト（Turnhout, 現在のベルギー・アントウェルペン州の町）周辺の所領を授けた。

## 子女
- ウィレム2世（1626年 - 1650年）
- ルイーゼ・ヘンリエッテ（1627年 - 1667年） - ブランデンブルク選帝侯フリードリヒ・ヴィルヘルムの妃
- ヘンリエッテ・アマリア（1628年、夭折）
- エリザベト（1630年、夭折）
- イザベラ・シャルロッテ（1632年 - 1642年）
- アルベルティーネ・アグネス（1634年 - 1696年） - ナッサウ＝ディーツ侯ウィレム・フレデリックの妻
- ヘンリエッテ・カタリーナ（1637年 - 1708年） - アンハルト＝デッサウ侯ヨハン・ゲオルク2世妃
- ヘンドリック（1639年、夭折）
- マリア（1642年 - 1688年） - プファルツ＝ラウテルン公モーリッツの妻

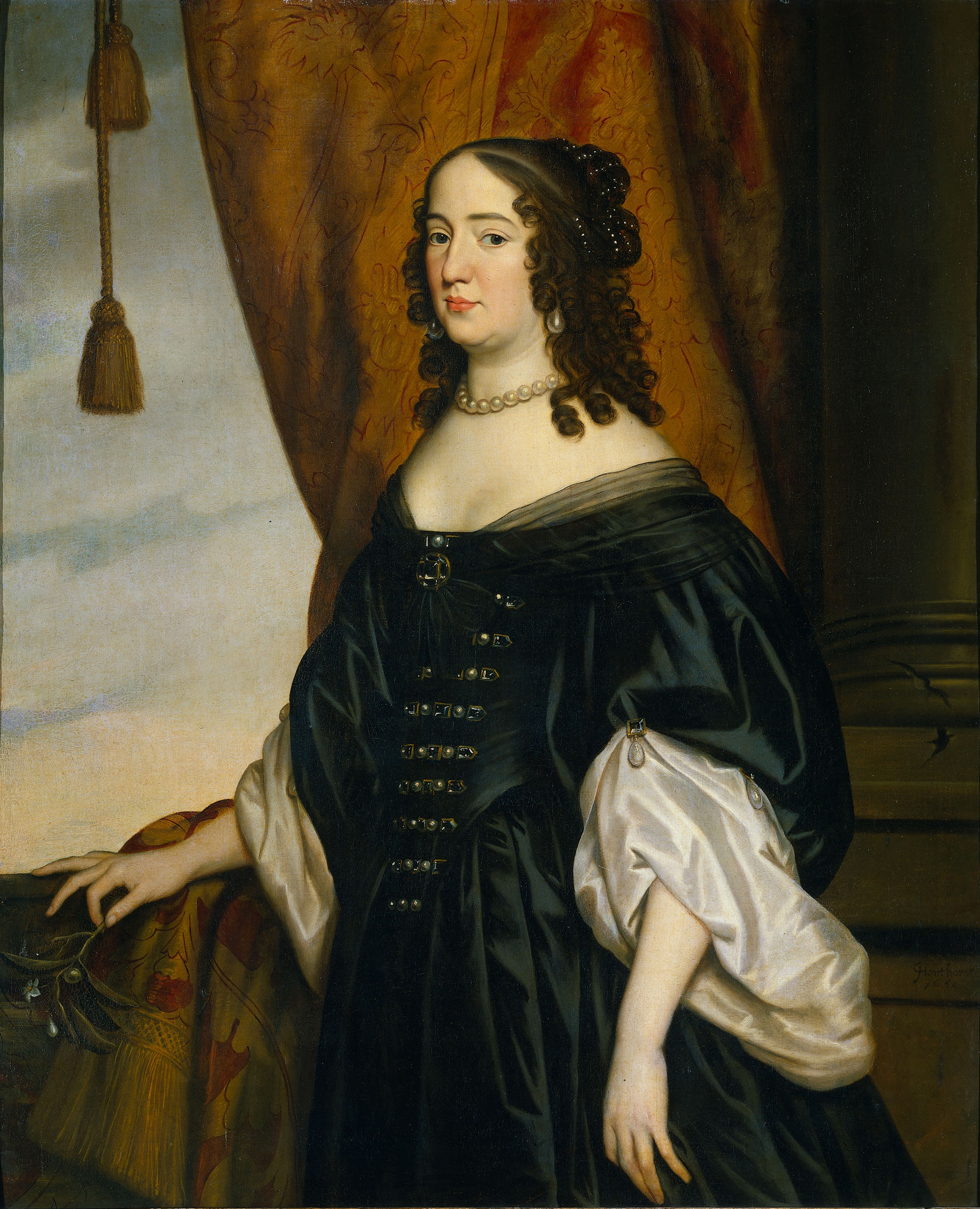
アマーリエ・フォン・ゾルムス＝ブラウンフェルス